# Neder-Hardinxveld
Neder-Hardinxveld is een dorp in de gemeente Hardinxveld-Giessendam, in de Nederlandse provincie Zuid-Holland. Het dorp heeft 5490 inwoners (2007).
Het dorp ligt aan de Beneden Merwede en vormt samen met Giessendam het dubbeldorp Giessendam - Neder-Hardinxveld. Ten oosten van Neder-Hardinxveld, aan de andere kant van het Kanaal van Steenenhoek ligt het dorp Boven-Hardinxveld.